# Klause (Lochau)

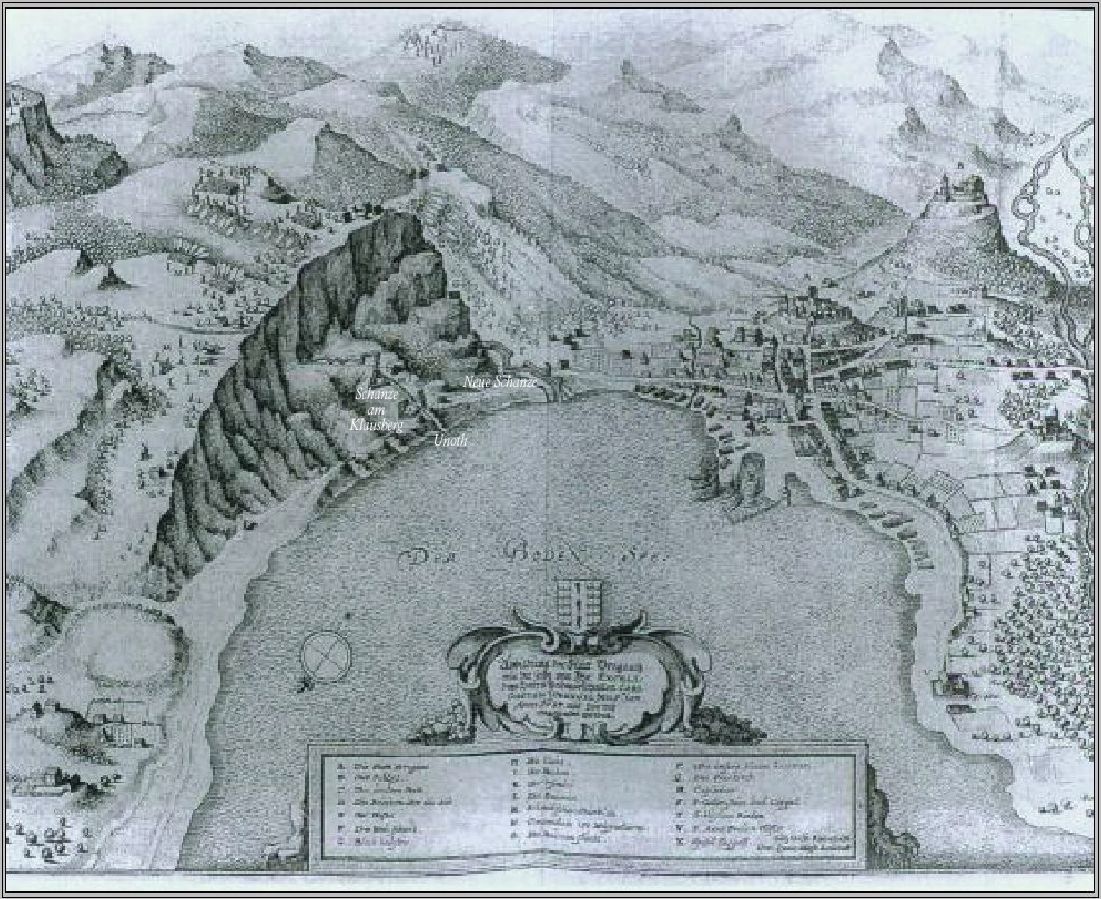
Erstürmung von Bregenz durch die Schweden 1646/47; Theatrum Europaeum (1629–1650), Matthäus Merian;
links im Bild zwischen Steilwand und Seeufer die „Bregenzer Klause“

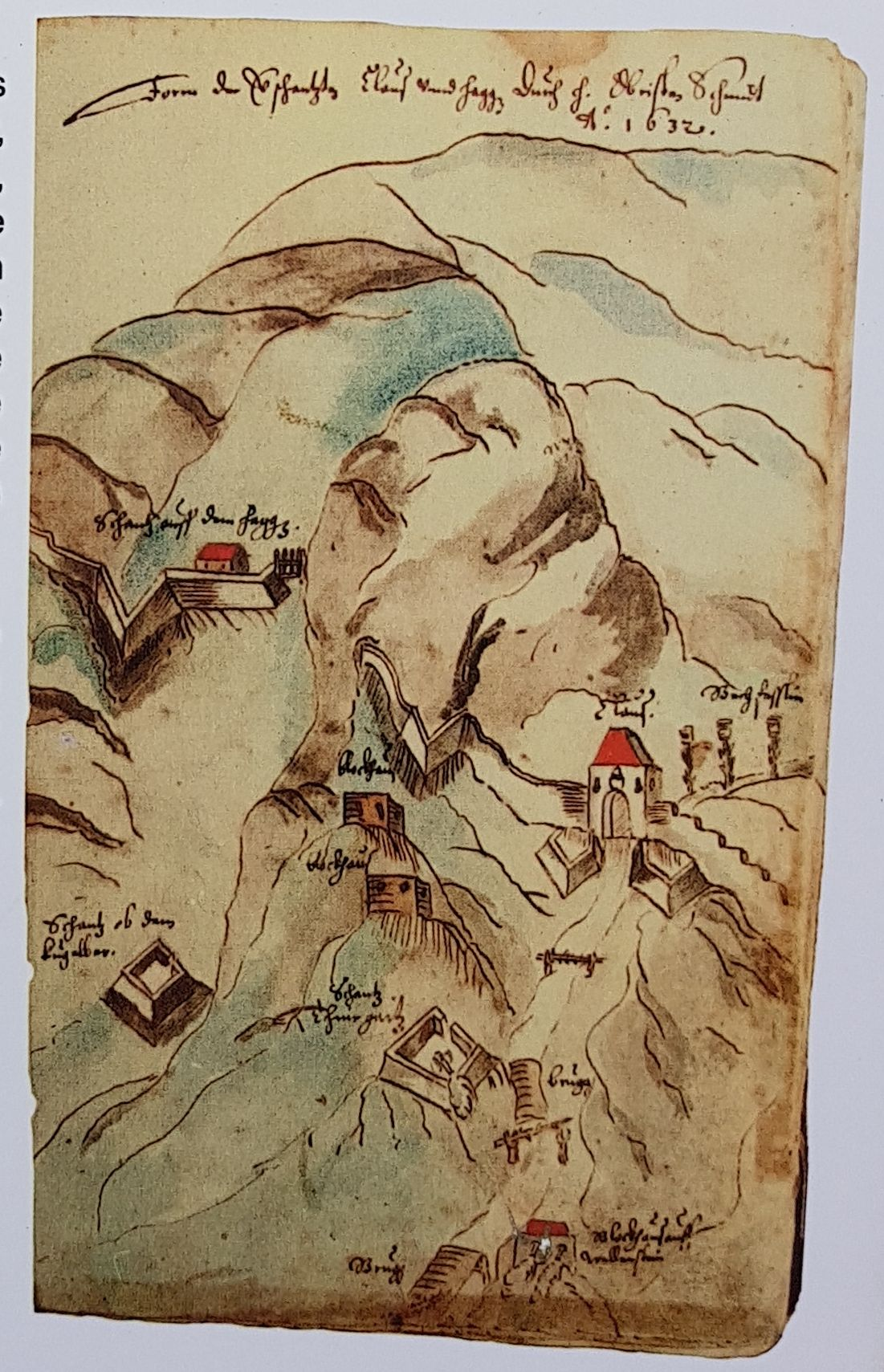
Der Klausberg und die Klause mit dem Klausturm und den Schanzen in einer historischen Darstellung aus dem Jahr 1647

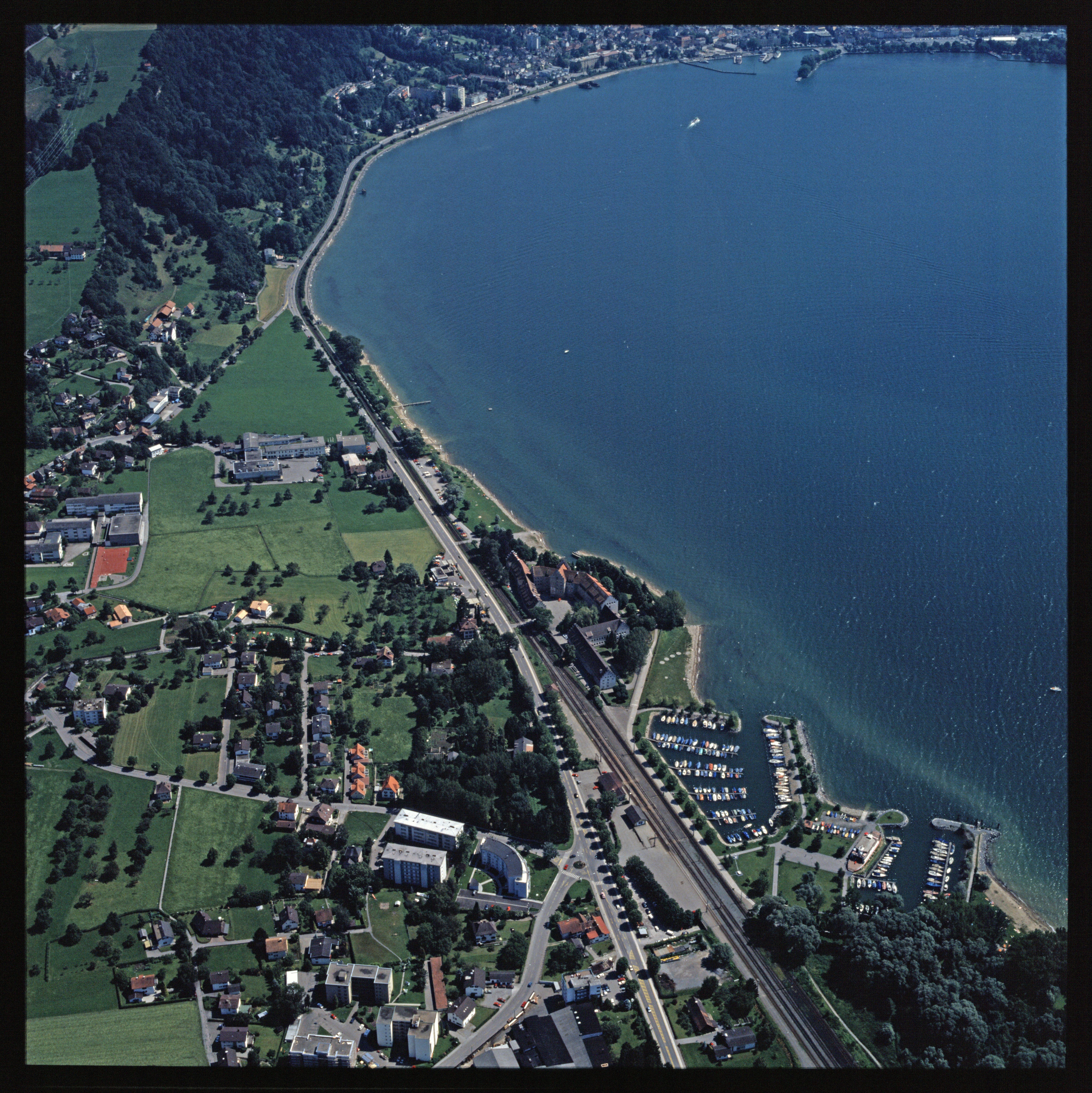
Lochau und das östliche Ufer des Bodensees mit dem Gelände des ehemaligen Hafens Bäumle. Im Hintergrund die Klause und der Klausberg

Die Klause (auch: Bregenzer Klause genannt) ist eine geographische Engstelle in der Gemeinde Lochau, Vorarlberg, Österreich am Klausberg. Diese Engstelle war auch über Jahrhunderte militärisch bedeutsam und hat mit anderen Sperrwerken den Zugang zur Festung Bregenz und dem Land Vorarlberg bei Bedarf für gegnerische Truppen, die aus dem schwäbischen, bayrischen und württembergischen Raum kamen, versperrt.

## Name
Der Name Klause leitet sich von der hier befindlichen geographischen Engstelle und vom lateinischen claudere „schließen“, ab. Die Klause, die auf dem Gemeindegebiet von Lochau liegt und früher Teil des Gericht Hofrieden war, wird aufgrund der Nähe zur Stadt und früheren Festung Bregenz auch als Klause bei Bregenz oder Bregenzer Klause bezeichnet.

## Geschichte
Während der Appenzellerkriege wurde die Klause am 5. Dezember 1407 von diesen erobert.
Im Zuge des Dreißigjährigen Kriegs (1618 bis 1648) wurden 1630, als unmittelbare Kriegsgefahr durch anrückende Schweden auch bei Lochau und Bregenz bestand, die Klause und andere Abwehrstellen in Richtung Allgäu/Schwaben wieder in Stand gesetzt. Am Fuße der Klause wurde eine neue Abwehrstellung errichtet („Unoth“ genannt).
Während des spanischen Erbfolgekriegs (1701 bis 1714) mussten die Befestigungswerke an der Klause wieder in Stand gesetzt werden, weil französische Truppen in Richtung Bregenz marschierten (1702 und 1704). Entgegen der nachlässigen Organisation und Verteidigungsvorbereitungen durch die politischen und militärischen Verantwortlichen in Vorarlberg 1647 und die fehlende Verteidigungsbereitschaft einiger Offiziere, als die Schanzen am Klausberg am 4. Januar 1647 von den schwedischen Truppen überwältigt wurden, war die Ausrüstung nunmehr weitaus besser und die Franzosen konnten abgewehrt werden. Im Zuge des österreichischen Erbfolgekriegs mussten die Befestigungsanlagen an der Klause wieder in aller Eile in Stand gesetzt und besetzt werden, da wieder französische Truppen vordrangen.
Am 9./10. August 1796 fand beim Hafen am Bäumle ein Scharmützel im Zuge der französischen Koalitionskriege statt. Die Schanzen im Bereich der Klause und am Pfänder etc. wurden wieder eiligst in Stand gesetzt, halfen jedoch in weiterer Folge nicht viel, da die eigenen (kaiserlichen) Truppen mehrfach an den Arlberg zurückgezogen wurden.
Im Zuge des Rückzugs der Soldaten Nazi-Deutschlands wurde kurzfristig auch die Klause in Lochau wieder Schauplatz von Kriegshandlungen. Beim Langen Stein stand ein 8,8-cm-Flakgeschütz der Wehrmacht. Die Häuser Kaufmann (Hausreute), die Bürstenfabrik Homann im Kugelbeer, das Gasthaus Klause bei der Unoth und die Strumpffabrik Rohner am Tannenbach wurden im Zuge dieser sinnlosen Kämpfe zerstört.

## Befestigungswerke
Wichtigstes dauerhaftes Befestigungswerk an der Klause war der Klausturm. Daneben bestanden noch Wälle und Blockhäuser, die sich über den Klausberg bis zum Bodensee hinzogen und die jeweils bei akuter Gefahr in Stand gesetzt wurden bzw. neu errichtet wurden. Vor und hinter der Klause wurden jeweils noch weitere Befestigungswerke errichtet (z. B. die Neue Schanze im Dreißigjährige Krieg).
Es befindet sich z. B. einige hundert Meter vor dem Klausberg und den Befestigungswerken die Parzelle Kugelbeer (richtig: Kugelwehr), welche auf diese Funktion noch heute hinweist. Auch ältere Werke, wie ein Turm und Fundamente eines Blockhauses wurden bei den Parzelle Am Stein gefunden.
Die Neue Schanze vor dem Klausberg (Denkmallisteneintrag) wurde 1642 als drittes Schanzwerk und Verteidigungslinie beim Klausberg errichtet. Sie wurde auf dem Gebiet der Klausmühle, kurz vor dem Klausmühlebach (in Richtung Bregenz gesehen) erbaut und sollte Bregenz und den Rest von Vorarlberg vor den anrückenden schwedischen Truppen unter dem Feldherrn Carl Gustaf Wrangel im Rahmen der Kriegshandlungen des Dreißigjährigen Kriegs schützen (siehe auch: Seekrieg auf dem Bodensee 1632–1648).
Diese Neue Schanze in Lochau wurde, zusammen mit den beiden weiteren dahinterliegenden am Klausberg und die auf dem Pfänder am 29. März 1647 weitgehend zerstört. Bereits am Tag zuvor hatten die schwedischen Truppen die Befestigungsanlagen auf dem Gebhardsberg (Schloß Pfannenberg) gesprengt.